# Championnat du monde des rallyes 1974
Navigation
1973 1975
Le championnat est marqué par la crise pétrolière, conduisant à l'annulation d'épreuves comme le rallye Monte-Carlo et le rallye de Suède.

## Épreuves
|                 |                          |                     |                       |
| Noir = Asphalte | Marron = Terre / Gravier | Bleu = Neige/ glace | Rouge = Surface mixte |

### Calendrier / Résultats
| Calendrier / Résultats du championnat du monde des rallyes 1974 | Calendrier / Résultats du championnat du monde des rallyes 1974 | Calendrier / Résultats du championnat du monde des rallyes 1974 | Calendrier / Résultats du championnat du monde des rallyes 1974 | Calendrier / Résultats du championnat du monde des rallyes 1974 | Calendrier / Résultats du championnat du monde des rallyes 1974 | Calendrier / Résultats du championnat du monde des rallyes 1974 |
| Manche                                                          | Rallye                                                          | Podium                                                          | Podium                                                          | Podium                                                          | Podium                                                          |                                                                 |
| Manche                                                          | Rallye                                                          | #                                                               | Pilote                                                          | Voiture                                                         | Temps                                                           |                                                                 |
| --------------------------------------------------------------- | --------------------------------------------------------------- | --------------------------------------------------------------- | --------------------------------------------------------------- | --------------------------------------------------------------- | --------------------------------------------------------------- | --------------------------------------------------------------- |
| 1                                                               | 8e Rallye du Portugal (20–23 mars)                              | 1                                                               | Raffaele Pinto                                                  | Fiat Abarth 124 Rallye                                          | 6 h 26 min 15 s                                                 |                                                                 |
| 1                                                               | 8e Rallye du Portugal (20–23 mars)                              | 2                                                               | Alcide Paganelli                                                | Fiat Abarth 124 Rallye                                          | 6 h 30 min 12 s                                                 |                                                                 |
| 1                                                               | 8e Rallye du Portugal (20–23 mars)                              | 3                                                               | Markku Alén                                                     | Fiat Abarth 124 Rallye                                          | 6 h 37 min 17 s                                                 |                                                                 |
|                                                                 |                                                                 |                                                                 |                                                                 |                                                                 |                                                                 |                                                                 |
| 2                                                               | 22e Rallye Safari (11–15 avril)                                 | 1                                                               | Joginder Singh                                                  | Mitsubishi Colt Lancer                                          | +11 min 18 s pen                                                |                                                                 |
| 2                                                               | 22e Rallye Safari (11–15 avril)                                 | 2                                                               | Björn Waldegård                                                 | Porsche 911                                                     | +11 min 46 s pen                                                |                                                                 |
| 2                                                               | 22e Rallye Safari (11–15 avril)                                 | 3                                                               | Sandro Munari                                                   | Lancia Fulvia 1.6 Coupé HF                                      | +12 min 22 s pen                                                |                                                                 |
|                                                                 |                                                                 |                                                                 |                                                                 |                                                                 |                                                                 |                                                                 |
| 3                                                               | 24e Rallye des 1000 lacs (2–4 août)                             | 1                                                               | Hannu Mikkola                                                   | Ford Escort RS1600                                              | 3 h 11 min 42 s                                                 |                                                                 |
| 3                                                               | 24e Rallye des 1000 lacs (2–4 août)                             | 2                                                               | Timo Mäkinen                                                    | Ford Escort RS1600                                              | 3 h 12 min 13 s                                                 |                                                                 |
| 3                                                               | 24e Rallye des 1000 lacs (2–4 août)                             | 3                                                               | Markku Alén                                                     | Fiat Abarth 124 Rallye                                          | 3 h 13 min 52 s                                                 |                                                                 |
|                                                                 |                                                                 |                                                                 |                                                                 |                                                                 |                                                                 |                                                                 |
| 4                                                               | 16e Rallye Sanremo (2–5 octobre)                                | 1                                                               | Sandro Munari                                                   | Lancia Stratos                                                  | 9 h 12 min 43 s                                                 |                                                                 |
| 4                                                               | 16e Rallye Sanremo (2–5 octobre)                                | 2                                                               | Giulio Bisulli                                                  | Fiat Abarth 124 Rallye                                          | 9 h 20 min 30 s                                                 |                                                                 |
| 4                                                               | 16e Rallye Sanremo (2–5 octobre)                                | 3                                                               | Alfredo Fagnola                                                 | Opel Ascona                                                     | 9 h 56 min 09 s                                                 |                                                                 |
|                                                                 |                                                                 |                                                                 |                                                                 |                                                                 |                                                                 |                                                                 |
| 5                                                               | 3e Rallye de Rideau Lakes (16–20 octobre)                       | 1                                                               | Sandro Munari                                                   | Lancia Stratos HF                                               | 4 h 54 min 31 s 8                                               |                                                                 |
| 5                                                               | 3e Rallye de Rideau Lakes (16–20 octobre)                       | 2                                                               | Simo Lampinen                                                   | Lancia Beta Coupé                                               | 4 h 56 min 50 s 4                                               |                                                                 |
| 5                                                               | 3e Rallye de Rideau Lakes (16–20 octobre)                       | 3                                                               | Walter Boyce                                                    | Toyota Celica                                                   | 5 h 07 min 46 s 2                                               |                                                                 |
|                                                                 |                                                                 |                                                                 |                                                                 |                                                                 |                                                                 |                                                                 |
| 6                                                               | 26e Rallye Press on Regardless (30 octobre/3 novembre)          | 1                                                               | Jean-Luc Thérier                                                | Renault 17 Gordini                                              | 5 h 29 min 47 s                                                 |                                                                 |
| 6                                                               | 26e Rallye Press on Regardless (30 octobre/3 novembre)          | 2                                                               | Markku Alén                                                     | Fiat Abarth 124 Rallye                                          | 5 h 35 min 10 s                                                 |                                                                 |
| 6                                                               | 26e Rallye Press on Regardless (30 octobre/3 novembre)          | 3                                                               | Jean-Pierre Nicolas                                             | Renault 17 Gordini                                              | 5 h 35 min 49 s                                                 |                                                                 |
|                                                                 |                                                                 |                                                                 |                                                                 |                                                                 |                                                                 |                                                                 |
| 7                                                               | 30e Rallye de Grande-Bretagne (16–20 novembre)                  | 1                                                               | Timo Mäkinen                                                    | Ford Escort RS1600                                              | 8 h 02 min 39 s                                                 |                                                                 |
| 7                                                               | 30e Rallye de Grande-Bretagne (16–20 novembre)                  | 2                                                               | Stig Blomqvist                                                  | Saab 96 V4                                                      | 8 h 04 min 19 s                                                 |                                                                 |
| 7                                                               | 30e Rallye de Grande-Bretagne (16–20 novembre)                  | 3                                                               | Sandro Munari                                                   | Lancia Stratos HF                                               | 8 h 11 min 55 s                                                 |                                                                 |
|                                                                 |                                                                 |                                                                 |                                                                 |                                                                 |                                                                 |                                                                 |
| 8                                                               | 18e Tour de Corse (30 novembre / 1er décembre)                  | 1                                                               | Jean-Claude Andruet                                             | Lancia Stratos HF                                               | 4 h 49 min 10 s                                                 |                                                                 |
| 8                                                               | 18e Tour de Corse (30 novembre / 1er décembre)                  | 2                                                               | Jean-Pierre Nicolas                                             | Alpine-Renault A110 1800                                        | 4 h 52 min 38 s                                                 |                                                                 |
| 8                                                               | 18e Tour de Corse (30 novembre / 1er décembre)                  | 3                                                               | Jean-Luc Thérier                                                | Alpine-Renault A310                                             | 5 h 12 min 09 s                                                 |                                                                 |

## Classements

### Système de points en vigueur
| Attribution des points pour le championnat constructeur | Attribution des points pour le championnat constructeur | Attribution des points pour le championnat constructeur | Attribution des points pour le championnat constructeur | Attribution des points pour le championnat constructeur | Attribution des points pour le championnat constructeur | Attribution des points pour le championnat constructeur | Attribution des points pour le championnat constructeur | Attribution des points pour le championnat constructeur | Attribution des points pour le championnat constructeur | Attribution des points pour le championnat constructeur | Attribution des points pour le championnat constructeur | Attribution des points pour le championnat constructeur | Attribution des points pour le championnat constructeur | Attribution des points pour le championnat constructeur | Attribution des points pour le championnat constructeur | Attribution des points pour le championnat constructeur |
| 1er | 2e                                                      | 3e                                                      | 4e                                                      | 5e                                                      | 6e                                                      | 7e                                                      | 8e                                                      | 9e                                                      | 10e                                                     |                                                         |                                                         |                                                         |                                                         |                                                         |                                                         |                                                         |
| --- | ------------------------------------------------------- | ------------------------------------------------------- | ------------------------------------------------------- | ------------------------------------------------------- | ------------------------------------------------------- | ------------------------------------------------------- | ------------------------------------------------------- | ------------------------------------------------------- | ------------------------------------------------------- | ------------------------------------------------------- | ------------------------------------------------------- | ------------------------------------------------------- | ------------------------------------------------------- | ------------------------------------------------------- | ------------------------------------------------------- | ------------------------------------------------------- |
| 20 pts | 15 pts                                                  | 12 pts                                                  | 10 pts                                                  | 8 pts                                                   | 6 pts                                                   | 4 pts                                                   | 3 pts                                                   | 2 pts                                                   | 1 pts                                                   |                                                         |                                                         |                                                         |                                                         |                                                         |                                                         |                                                         |
| Seuls les points obtenus avec la voiture la mieux classé marque des points pour le constructeur. Si une marque place plusieurs voitures dans les points, les points des autres places que le meilleur résultat ne sont pas reversés pour un autre constructeur et ainsi ne sont pas comptabilisés. |                                                         |                                                         |                                                         |                                                         |                                                         |                                                         |                                                         |                                                         |                                                         |                                                         |                                                         |                                                         |                                                         |                                                         |                                                         |                                                         |

### Classement constructeurs
| 1   | Lancia         | -  | 12 | -  | 20 | 20 | 10 | 12 | 20 | 94 |
| 2   | Fiat           | 20 | 1  | 12 | 15 | -  | 15 | -  | 6  | 69 |
| 3   | Ford           | 2  | 2  | 20 | -  | 10 | -  | 20 | -  | 54 |
| 4   | Toyota         | 10 | -  | -  | -  | 12 | -  | 10 | -  | 32 |
| 5   | Alpine-Renault | 6  | -  | -  | -  | -  | 8  | -  | 15 | 29 |
| 6   | Datsun         | 8  | 10 | -  | -  | 8  | -  | 2  | -  | 28 |
| 7   | Porsche        | -  | 15 | -  | 8  | -  | 4  | -  | -  | 27 |
| 8   | Opel           | -  | -  | 3  | 12 | -  | -  | 8  | 4  | 27 |
| 9   | Saab           | -  | -  | 10 | -  | -  | -  | 15 | -  | 25 |
| 10  | Renault        | -  | -  | -  | -  | -  | 20 | -  | 3  | 23 |
| 11  | Mitsubishi     | -  | 20 | -  | -  | -  | -  | -  | -  | 20 |
| 12  | Volvo          | -  | -  | -  | -  | -  | 1  | 6  | -  | 7  |
| 13= | BMW            | 4  | -  | -  | -  | -  | -  | -  | -  | 4  |
| 13= | Peugeot        | -  | 4  | -  | -  | -  | -  | -  | -  | 4  |
| 15  | Citroën        | 3  | -  | -  | -  | -  | -  | -  | -  | 3  |
| 16  | Alfa Romeo     | -  | -  | -  | -  | -  | -  | -  | 1  | 1  |